# Ernst Gottfried Calwagen
Ernst Gottfried Calwagen, född 7 mars 1829 i Härnösand, död 8 november 1906 i Uppsala, var en svensk läroboksförfattare och skolman. Han var son till Pehr Calwagen och morfar till Karin Bergman, som var mor till Ingmar Bergman. 
Calwagen blev student vid Uppsala universitet 1847, filosofie magister 1854 och, efter lärarförordnanden i Norrland, adjunkt vid nya elementarskolan i Stockholm 1859. Han befordrades där till huvudlärare i tyska 1870 och till lektor i tyska och engelska språken 1892. Han tog 1895 avsked och var 1896–1902 ledamot av skolans direktion.
Calwagen var ledamot av kommittén för uppgörande av plan för likformig uppställning av grammatiska läroböcker 1878–1881. Han företog utrikes resor för språkstudier 1866 och 1883-1884. För både den högre och den lägre skolundervisningen i tyska och engelska utarbetade Calwagen läroböcker, av vilka de tyska länge var härskande inom svenska läroverken.
Här kan nämnas Tysk språklära (1874; 14:e upplagan 1903), Tysk elementarbok (1874; 7:e upplagan 1891), Tysk läsebok (1876; 7:e upplagan 1898), Engelsk språklära (1882; 5:e upplagan 1895), Engelsk elementar- och läsebok (1887; 4:e upplagan 1903), övningar i tyskt och engelskt talspråk samt översättningsövningar till bägge språken.